# Никола Незлобински
Никола Незлобински (на руски: Николай Антонович Незлобинский) е руски лекар и орнитолог, работил в Струга, Кралство Югославия, основател на музейното дело в града и сред основателите на орнитологията на територията на днешна Северна Македония.

## Биография
Роден е на 12 май 1885 година в град Пятигорск, Руската империя, в семейството на видния руски инженер Антон Незлоблински.
Николай Незлоблински завършва Военно-медицинската академия в Санкт Петербург в 1912 година.
Получава чин придворен съветник и през януари 1913 година постъпва на служба като младши лекар в руския Черноморски флот. По време на Първата световна война служи като лекар в Черноморския флот след 1917 година.
В 1924 година се установява в Струга, тогава в Кралството на сърби, хървати и словенци. В 1928 година създава първата зоологическа сбирка, като по този начин основава музейното дело в града.